# 遠藤光博
遠藤 光博（えんどう みつひろ、1977年6月29日 - ）は、日本のレーシングドライバー、実業家。

## 経歴
1992年から1994年にかけて全日本カート選手権の出場者としてその名が見られる。
2011年、スーパー耐久ST-4クラスで第5戦に優勝。2017年にはST-5クラスで参戦、2018年にはST-TCRクラスに参戦、2019年には当時2年連続でST-TCRクラスのチャンピオンであったシビックTCRのドライバーとなった。同年の第4戦で初勝利、その後2023年まで5年連続で同チームでST-TCRクラスに参戦を続けている。
一方実業家としては、M&Kマネージメント、ホンダクリオ上尾の代表を務めている。